# Villegats (Eure)
Pour les articles homonymes, voir Villegats.
Villegats est une commune française située dans le département de l'Eure en région Normandie.

## Géographie
Villegats est située sur les hauteurs de l'Eure et à exact mi-chemin entre Paris et Rouen.
Les communes limitrophes sont Chaufour-lès-Bonnières et Cravent.

### Hydrographie
La commune est située dans le bassin Seine-Normandie. Elle est drainée par le fossé 01 du Bois d'Hécourt et le fossé 01 du Ravin des Fondrières,,.

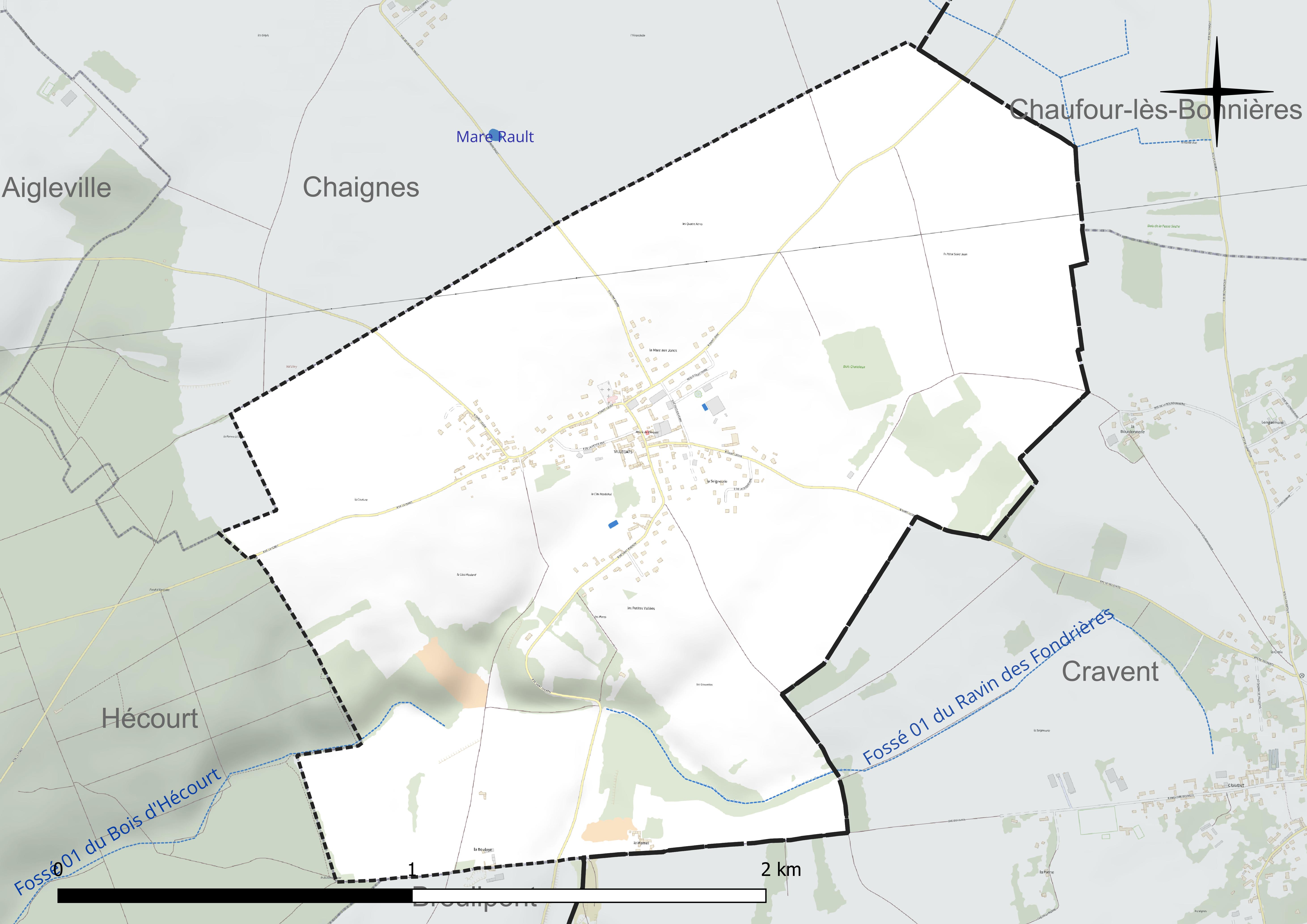
Réseau hydrographique de Villegats.

### Climat
Pour des articles plus généraux, voir Climat de la Normandie et Climat de l'Eure.
En 2010, le climat de la commune est de type climat océanique dégradé des plaines du Centre et du Nord, selon une étude du CNRS s'appuyant sur une série de données couvrant la période 1971-2000. En 2020, Météo-France publie une typologie des climats de la France métropolitaine dans laquelle la commune est exposée à un climat océanique et est dans la région climatique  Sud-ouest du bassin Parisien, caractérisée par une faible pluviométrie, notamment au printemps (120 à 150 mm) et un hiver froid (3,5 °C). Parallèlement le GIEC normand, un groupe régional d’experts sur le climat, différencie quant à lui, dans une étude de 2020, trois grands types de climats pour la région Normandie, nuancés à une échelle plus fine par les facteurs géographiques locaux. La commune est, selon ce zonage, exposée à un « climat des plateaux abrités », correspondant aux plaines agricoles de l’Eure, avec une pluviométrie beaucoup plus faible que dans la plaine de Caen en raison du double effet d’abri provoqué par les collines du Bocage normand et par celles qui s’étendent sur un axe du Pays d'Auge au Perche.
Pour la période 1971-2000, la température annuelle moyenne est de 10,4 °C, avec  une amplitude thermique annuelle de 14,2 °C. Le cumul annuel moyen de précipitations est de 668 mm, avec 11 jours de précipitations en janvier et 8,3 jours en juillet. Pour la période 1991-2020, la température moyenne annuelle observée sur la station météorologique la plus proche, située sur la commune de Magnanville à 16 km à vol d'oiseau, est de 11,6 °C et le cumul annuel moyen de précipitations est de 641,5 mm,. Pour l'avenir, les paramètres climatiques de la commune estimés pour 2050 selon différents scénarios d’émission de gaz à effet de serre sont consultables sur un site dédié publié par Météo-France en novembre 2022.

## Urbanisme

### Typologie
Au 1er janvier 2024, Villegats est catégorisée commune rurale à habitat dispersé, selon la nouvelle grille communale de densité à 7 niveaux définie par l'Insee en 2022.
Elle est située hors unité urbaine. Par ailleurs la commune fait partie de l'aire d'attraction de Paris, dont elle est une commune de la couronne,. 

### Occupation des sols
L'occupation des sols de la commune, telle qu'elle ressort de la base de données européenne d’occupation biophysique des sols Corine Land Cover (CLC), est marquée par l'importance des territoires agricoles (80 % en 2018), une proportion identique à celle de 1990 (80 %). La répartition détaillée en 2018 est la suivante : 
terres arables (79 %), forêts (10,5 %), zones urbanisées (9,5 %), prairies (1 %). L'évolution de l’occupation des sols de la commune et de ses infrastructures peut être observée sur les différentes représentations cartographiques du territoire : la carte de Cassini (XVIIIe siècle), la carte d'état-major (1820-1866) et les cartes ou photos aériennes de l'IGN pour la période actuelle (1950 à aujourd'hui).

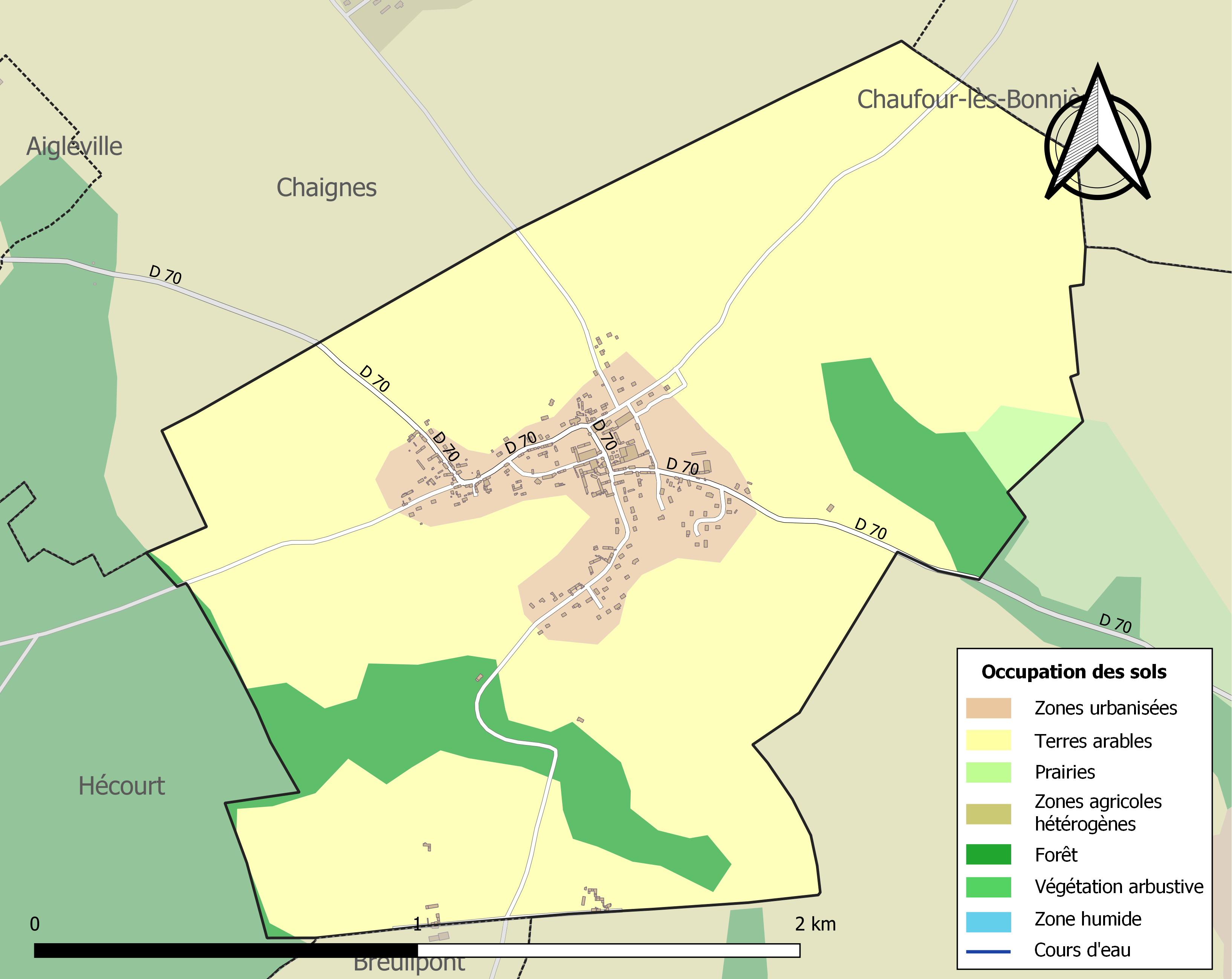
Carte des infrastructures et de l'occupation des sols de la commune en 2018 (CLC).

## Toponymie
Le nom de la localité est attesté sous les formes Villariæ vastatae et Villariæ les Gaz (cartulaire de Saint-Évroult) au XIIe siècle, Villaris en 1111 (Orderic Vital) et au XIIIe siècle, Villegat en 1828 (Louis Du Bois).
L'origine du nom de Villegats serait Villa vasta qui signifie « domaine inculte ».
Ce nom est à interpréter par « Villers les Gasts ».

## Politique et administration
| Période                                  | Période  | Identité              | Étiquette | Qualité     |
| ---------------------------------------- | -------- | --------------------- | --------- | ----------- |
| Les données manquantes sont à compléter. |          |                       |           |             |
| 1903                                     |          | Augustin Garnier      |           | Cultivateur |
| Les données manquantes sont à compléter. |          |                       |           |             |
| mars 2009                                | en cours | Lysianne Elie-Parquet |           | Cadre       |

## Démographie
L'évolution du nombre d'habitants est connue à travers les recensements de la population effectués dans la commune depuis 1793. Pour les communes de moins de 10 000 habitants, une enquête de recensement portant sur toute la population est réalisée tous les cinq ans, les populations de référence des années intermédiaires étant quant à elles estimées par interpolation ou extrapolation. Pour la commune, le premier recensement exhaustif entrant dans le cadre du nouveau dispositif a été réalisé en 2004.

En 2022, la commune comptait 353 habitants, en évolution de +0,57 % par rapport à 2016 (Eure : −0,25 %, France hors Mayotte : +2,11 %).
| 1793 | 1800 | 1806 | 1821 | 1831 | 1836 | 1841 | 1846 | 1851 |
| ---- | ---- | ---- | ---- | ---- | ---- | ---- | ---- | ---- |
| 280  | 287  | 265  | 290  | 243  | 270  | 268  | 262  | 247  |

| 1856 | 1861 | 1866 | 1872 | 1876 | 1881 | 1886 | 1891 | 1896 |
| ---- | ---- | ---- | ---- | ---- | ---- | ---- | ---- | ---- |
| 270  | 282  | 251  | 236  | 260  | 229  | 237  | 238  | 187  |

| 1901 | 1906 | 1911 | 1921 | 1926 | 1931 | 1936 | 1946 | 1954 |
| ---- | ---- | ---- | ---- | ---- | ---- | ---- | ---- | ---- |
| 210  | 222  | 222  | 193  | 209  | 191  | 191  | 163  | 174  |

| 1962 | 1968 | 1975 | 1982 | 1990 | 1999 | 2004 | 2006 | 2009 |
| ---- | ---- | ---- | ---- | ---- | ---- | ---- | ---- | ---- |
| 182  | 151  | 167  | 135  | 261  | 297  | 319  | 331  | 337  |

| 2014 | 2019 | 2022 | - | - | - | - | - | - |
| ---- | ---- | ---- | - | - | - | - | - | - |
| 345  | 348  | 353  | - | - | - | - | - | - |

## Lieux et monuments
- L'église Saint-Léger. Cette église a fait l'objet d'une restauration. Sa charpente a notamment été remise à neuf et  complètement nettoyée. L'édifice a été inauguré au mois de septembre 2007 et est, depuis, accessible à tous.
- La mairie. Son aménagement extérieur a été refait au cours des années précédentes[Quand ?]. L'ancienne salle de classe a été repeinte et modifiée en petite salle des fêtes, l'entrée a été remise à neuf, l'arrêt de bus a aussi été légèrement déplacé et repeint lui aussi.

### Personnalités liées à la commune
- Geneviève Pezet (1913-2009), artiste peintre et sculptrice, et Jacques Datin (1920-1973), compositeur, résidèrent à Villegats.

### Héraldique
| Blason de Villegats (Eure) | Blason  | Parti : au 1er de sinople à un crosseron d'argent, au 2d burelé d'argent et d'azur à un rais d'escarboucle d'or brochant ; le tout au chef de gueules chargé d'un léopard d'or armé et lampassé d'azur. |
| Blason de Villegats (Eure) | Détails | Le léopard d'or sur champ de gueules rappelle les armoiries de la Normandie. |